# Gustaf Molander

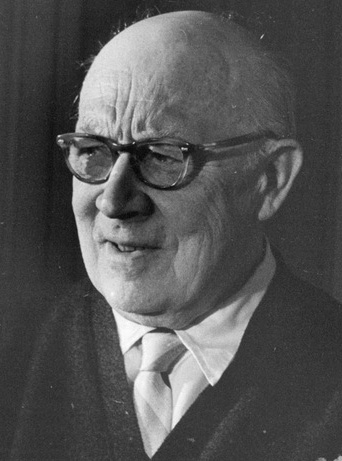
Gustaf Molander (1964)

Gustaf Harald August Molander (* 18. November 1888 in Helsinki; † 19. Juni 1973 in Stockholm) war ein schwedischer Regisseur und Drehbuchautor.

## Leben
1888 wurde Gustaf Molander als Sohn des Regisseurs und Schriftstellers Harald Molander (1858–1900) und der schwedischen Schauspielerin Lydia Wessler im finnischen Helsinki geboren. Dort war sein Vater am Schwedischen Theater tätig. Sein Bruder Olof Molander kam 1892 zur Welt.
1907 kam er an die Schauspielschule des schwedischen Nationaltheaters Königliches Dramatisches Theater (Dramaten) in Stockholm. Zwei Jahre später kehrte er als Schauspieler nach Helsinki ans Schwedische Theater zurück. 1910 heirateten Gustaf Molander und die schwedische Schauspielerin Karin Edwertz. Die Ehe wurde 1918 geschieden. 1913 zog es ihn wieder nach Schweden, wo er bis 1926 erneut am Dramaten aktiv war – als Schauspieler und in seinen letzten Jahren dort (ab 1921) als Leiter der Schauspielschule. Seine Schülerin war auch die schwedische Filmlegende Greta Garbo.
Sein erstes Drehbuch, unter dem Pseudonym Harald B. Harald geschrieben, Thomas Graals bästa film wurde 1917 von Mauritz Stiller verfilmt. 1919 heirateten Gustaf Molander und Elsa Fahlberg. In Stockholm wurde 1929 ihr gemeinsamer Sohn Jan Molander geboren, der später ebenfalls Regisseur und Schauspieler wurde.
Molander schrieb weiterhin Drehbücher, u. a. für die beiden schwedischen Regisseure Victor Sjöström und Mauritz Stiller, die ihm den Einstieg bei Svensk Filmindustri (SF), Schwedens größter Filmproduktionsgesellschaft, ermöglichten. Ab 1920 arbeitete Molander als Regisseur für die SF und führte bis 1956 bei 62 Produktionen Regie. Sein Regiedebüt gab er 1920 mit Bodakungen.
In vielen seiner Filmen spielte Gösta Ekman mit, auch 1936 in Intermezzo an der Seite von Ingrid Bergman, die mit diesem Film ihren internationalen Durchbruch schaffte und sogar 1939 ein Hollywood-Remake des Films in den USA drehte.
Molander war ein Mitgründer des schwedischen Films. 1943 drehte er Ordet, einen Film, der oft als sein wichtigstes Werk genannt wird. Als er 1973 verstarb, war er bereits nahezu vollständig taub.

## Filmografie (Auswahl)
Bei folgenden Produktionen verfasste Molander das Drehbuch und/oder führte Regie. In Klammern, wenn vorhanden, der jeweils deutsche bzw. internationale (Int.) Titel.

### Drehbuch
- 1917: Thomas Graals bästa film (Int.: Thomas Graal’s Best Film; Regie: Mauritz Stiller)
- 1917: Terje Vigen
- 1918: Thomas Graals bästa barn (int.: Thomas Graal’s Best Child; Regie: Mauritz Stiller)
- 1919: Sången om den eldröda blomman (Int.: Song of the Scarlet Flower; Regie: Mauritz Stiller)
- 1919: Herrn Arnes Schatz (Herr Arnes penningar; Regie: Mauritz Stiller)
- 1920: Bodakungen (Regie: Gustaf Molander)
- 1922: Thomas Graals myndling (Regie: Gustaf Molander)
- 1923: Mälarpirater (Regie: Gustaf Molander)
- 1924: 33.333 (Regie: Gustaf Molander)
- 1925: Die Erde ruft (Ingmarsarvet; Regie: Gustaf Molander)
- 1926: Die Wallfahrt eines Herzens (Till Österland; Regie: Gustaf Molander)
- 1928: Rausch (Synd; Regie: Gustaf Molander)
- 1933: Vi som går kjøkkenveie (Regie: Tancred Ibsen)
- 1935: Swedenhielms (Regie: Gustaf Molander)
- 1936: Pa Solsidan (Regie: Gustaf Molander)
- 1939: Filmen om Emelie Högqvist (Regie: Gustaf Molander)
- 1942: Rid i natt! (Int.: Ride Tonight!; Regie: Gustaf Molander)
- 1942: Jacobs stege (Int.: Jacob’s Ladder; Regie: Gustaf Molander)
- 1943: Älskling, jag ger mig (Regie: Gustaf Molander)
- 1943: Det brinner en eld (Regie: Gustaf Molander)
- 1948: Eva (Eva, nach einer Novelle von Ingmar Bergman; Regie: Gustaf Molander)
- 1949: Kärleken segrar (Int.: Love Will Conquer; Regie: Gustaf Molander)
- 1950: Kvartetten som sprängdes (Regie: Gustaf Molander)
- 1954: Verlorene Liebe (Herr Arnes penningar; Regie: Gustaf Molander)
- 1955: Enhörningen (Int.: The Unicorn; Regie: Gustaf Molander)
- 1960: Ett glas vatten (Regie: Gustaf Molander)
- 1968: Farbror Blås nya båt (Regie: Mille Schmidt)

### Regie
- 1920: Bodakungen
- 1922: Thomas Graals myndling
- 1923: Mälarpirater
- 1924: 33.333
- 1925: Pat und Patachon als Polizisten (Polis Paulus' Påskasmäll) TV-Titel: Pat und Patachon: Ich, der Polizeipräsident
- 1925: Die Erde ruft – Jerusalem, 1. Teil (Ingmarsarvet)
- 1926: Die Wallfahrt eines Herzens – Jerusalem, 2. Teil (Till Österland)
- 1927: Die Lady ohne Schleier (Hans engelska fru)
- 1927: Versiegelte Lippen (Förseglade läppar)
- 1928: Dr. Monnier und die Frauen (Parisiskor)
- 1929: Die Verführerin (Hjärtats triumf)
- 1931: Der Schwur des Armas Beckius (En natt )
- 1935: Swedenhielms
- 1935: Intermezzo
- 1938: Dollar
- 1938: Das Gesicht einer Frau (En kvinnas ansikte)
- 1939: Filmen om Emelie Högqvist
- 1940: En, men ett lejon! (Int.: One, But a Lion!)
- 1942: Rid i natt! (Int.: Ride Tonight!)
- 1942: Jacobs stege (Int.: Jacob’s Ladder)
- 1943: Älskling, jag ger mig
- 1943: Das Wort (Ordet)
- 1943: Det brinner en eld
- 1947: Frau ohne Gesicht (Kvinna utan ansikte)
- 1948: Eva
- 1948: Nu börjar livet (Int.: Life Starts Now)
- 1949: Kärleken segrar (Int.: Love Will Conquer)
- 1950: Kvartetten som sprängdes
- 1954: Verlorene Liebe (Herr Arnes penningar)
- 1955: Enhörningen (Int.: The Unicorn)
- 1956: Heiß war meine Sehnsucht (Sången om den eldröda blomman)